# Аккермановка
Аккермановка — посёлок, расположенный вблизи города Новотроицк. Входит в состав городского округа Новотроицк. Численность населения на 2002 год составляет 1271 человек.

## История
В начале XX века на месте нынешнего посёлка стоял хутор Аккермановский. Двухэтажные дома нового пригородного населенного пункта для рабочих железорудного карьера возводили в 1940-х годах пленные немцы. К настоящему времени все эти здания уже снесены. Жители получили квартиры в городе Новотроицке.
С 1959 по 2005 год Аккермановка имела статус посёлка городского типа. Сегодня этот населенный пункт, по сути, представляет собой большой коттеджный поселок.

## Население
| Численность населения | Численность населения | Численность населения | Численность населения | Численность населения | Численность населения |
| 1959                  | 1970                  | 1979                  | 1989                  | 2002                  |                       |
| --------------------- | --------------------- | --------------------- | --------------------- | --------------------- | --------------------- |
| 2763                  | 3148                  | 2329                  | 1073                  | 1271                  |                       |

## Инфраструктура
Имеются два магазина, конюшня, клуб (основательное здание сталинской постройки). Работает школа-восьмилетка.